# 손제석
손제석(孫製錫, 1931년~2016년 1월 11일)은 대한민국의 정치학자이다. 전두환 정부에서 교육문화수석비서관과 제27대 문교부 장관을 지냈다. 이후 위덕대학교 초대 총장을 역임하였다. 본관은 월성이며, 경상북도 포항 출신이다. 종교는 불교로써 한국 4대 불교종단 중 하나인 대한불교진각종의 창종자 회당 손규상의 장남이다. 자녀는 3남 2녀이다.

## 학력
- 서울대학교 문리과대학 정치학 학사
- 서울대학교 대학원 정치학 석사·박사

## 경력
- 서울대학교 문리과대학 교수
- 1979년 : 한국국제정치학회장
- 1981년 : 서울대학교 사회과학대학장
- 1982년 1월 7일 ~ 1985년 2월 19일 :  교육문화수석비서관
- 1985년 2월 19일 ~ 1987년 7월 13일 : 제27대 문교부 장관
- 위덕대학교 초대 총장